# Ibn Mu'adh al-Jayyani
Abū ʿAbd Allāh Muḥammad ibn Muʿādh al-Jayyānī, أبو عبد الله محمد بن معاذ الجياني,  noto nel mondo cristiano latino come Abenmoat, Abumadh, Abhomadh o Abumaad (Cordova, 989 – Jaén, 1079), è stato un matematico e astronomo arabo di al-Andalus, un illustre scienziato e un dotto giurisperito, tanto da essere nominato dalle autorità omayyadi andaluse Qāḍī.
Al-Jayyānī scrisse importanti commenti agli Elementi di Euclide e il primo trattato conosciuto di trigonometria sferica, intesa come branca indipendente dall'astronomia, nella quale i primi studi erano stati compresi.

## Biografia
Si conosce poco della sua vita, ma si sa per certo che fu l'autore di un trattato intitolato Libro degli archi sconosciuti di una sfera, che viene considerato fondamentale nella disciplina denominata "trigonometria sferica", sebbene tale disciplina nella sua antica forma ellenistica fosse stata affrontata dai matematici precedenti, come Menelao di Alessandria, che sviluppò il cosiddetto Teorema di Menelao che affronta alcuni problemi proprio di trigonometria sferica. Tuttavia, E. S. Kennedy osserva che, mentre era possibile nella matematica preislamica computare, in via di principio, le grandezze di una figura sferica, usando la tavola delle corde e il Teorema di Menelao, l'applicazione del teorema a problemi attinenti alla sfera era assai difficile in pratica. 
Il lavoro di al-Jayyānī sulla trigonometria sferica "ebbe grande influenza sulla matematica europea", e "la sua definizione di numeri razionali" e il "metodo di risolvere un triangolo sferico quando tutti i lati siano sconosciuti" hanno notevolmente influenzato gli studi di Regiomontano.